# Stableford
Stableford er i  golfsporten en slagspilsform, hvor spilleren kan samle sin bold op når antal tildelte slag på det enkelte hul er opbrugt. Udregningen er spillerens tildelte slag på hullet + hullets par, f.eks. 4 +1 ekstra slag giver hullets par for spilleren, det giver 2 point, et bedre giver 3 og modsat, scores der dårligere gives 1 hvor spillerne har en talværdi,  Denne værdi bruges i stableford-matcher til at udligne forskellene mellem spillere på forskellige niveauer. Hver spiller får tildelt en række slag, vedkommende må bruge på hvert hul, fordelt efter spillerens handicap og banens handicap-nøgle. Ud fra denne tildeling scorer spilleren et antal point pr. hul. Den, der har scoret flest point til sidst, vinder matchen.
Pointsystemet blev opfundet af den engelske læge Frank Stableford (1870-1959), der syntes at golfspillet gik for langsomt (man spillede før dette, kun hul- eller slagspil), hvorfor han introducerede et pointsystem, der skulle fremme spillets hastighed.
Systemet blev brugt første gang den 16. maj 1932 på Wallasey Golf Clubs bane i Cheshire, England.
Point gives således:
- Spilles hullet i par, gives 2 point.
- Spilles hullet 1 over par (bogey), gives 1 point.
- Spilles hullet 2 over par (dobbelt bogey), gives 0 point.
- Spilles hullet 1 under par (birdie), gives 3 point.
- Spilles hullet 2 under par (eagle), gives 4 point.
- Spilles hullet 3 under par (albatros), gives 5 point.
- Har man opnået 36 point på en 18-hullers runde, har man spillet til sit handicap.

Hullets par skal her forstås som den reelle par + de ekstra slag man er tildelt jf. sit handicap.
Kan der ikke mere opnås point på hullet, samles bolden op og man går videre til næste hul.
Det er reglerne for slagspil, der er gældende for denne spilform der er den spilform nybegyndere starter med at spille.